# ام الطیور (استان حماة)
ام‌الطیور (استان حماه) (به عربی: أم الطیور) یک منطقهٔ مسکونی در سوریه است که در شهرستان حماه واقع شده‌است.

## خصوصیات
ام‌الطیور  ۲٬۵۸۸ نفر جمعیت دارد.